# Giuseppe Becherini

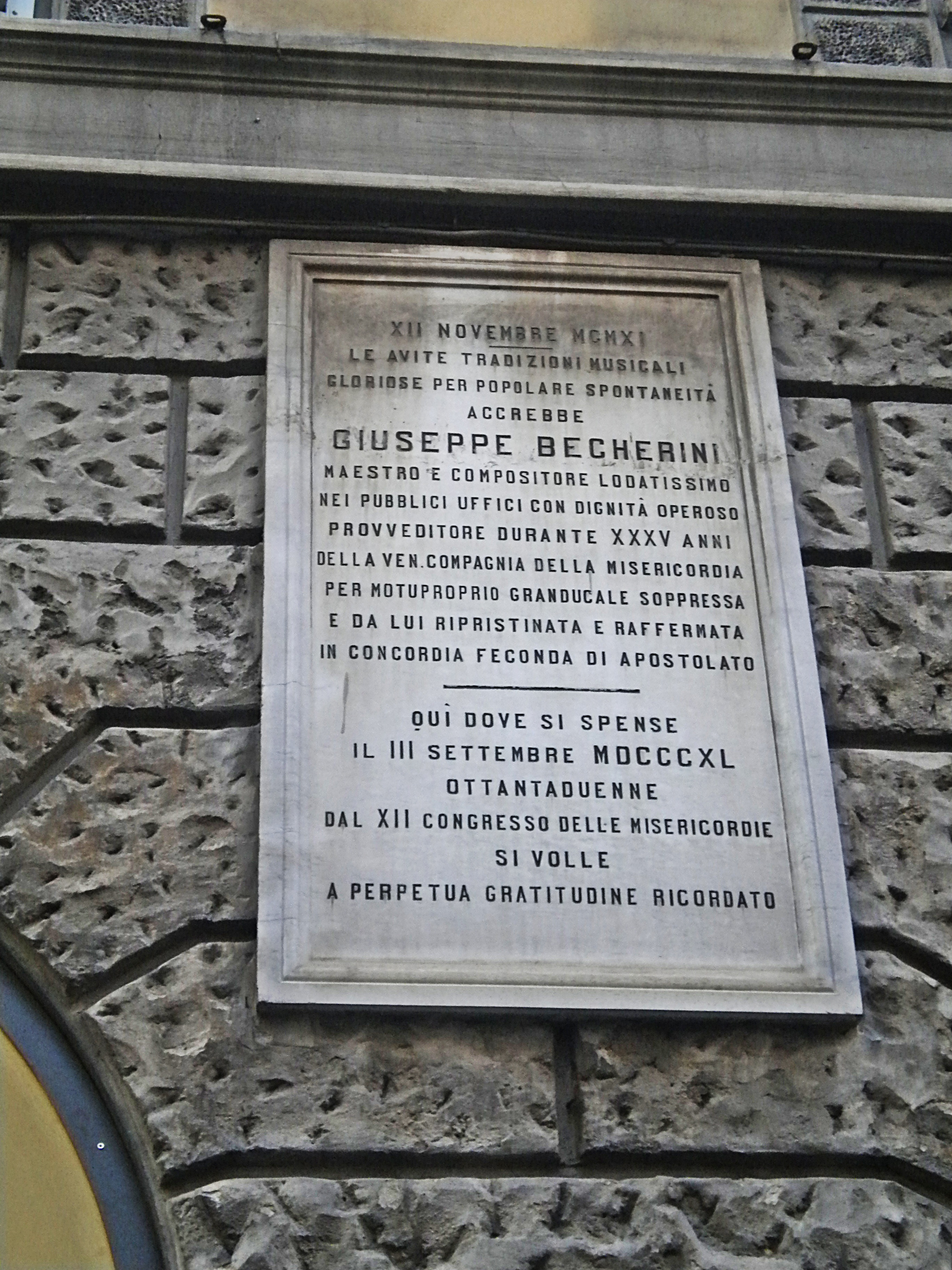
Targa dedicata a Giuseppe Becherini sulla facciata di Palazzo Becherini a Prato

Giuseppe Becherini (Prato, 25 agosto 1758 – Prato, 3 settembre 1840) è stato un compositore, teorico musicale e organista italiano.

## Biografia
Nato a Prato, fu il primogenito di una numerosa famiglia di lanaioli e musicisti. Suo padre Anton Maria Becherini (1729-1786) era compositore e affiliato dal 1772 all'Accademia Filarmonica di Bologna; suo fratello minore, Giovanni Averardo Becherini divenne invece violinista. Giuseppe Becherini studiò al Real Collegio Cicognini di Prato dove nel 1775 sostenne con lode, a soli 17 anni, una dissertazione in filosofia data alle stampe lo stesso anno. Ricevette la sua prima educazione musicale dal padre, che allora prestava servizio come organista nella Basilica dei Santi Vincenzo e Caterina de' Ricci. Successivamente si perfezionò sotto la guida di Giovan Francesco Becattelli (figlio) e fu in seguito allievo, per un breve periodo, del bolognese Stanislao Mattei. Nel 1773 fu affiliato all'Accademia degli Armonici di Prato dove ebbe la possibilità di assistere e partecipare attivamente alle esecuzioni musicali, pubbliche e private, organizzate dal sodalizio. Contrariamente a quanto affermato in passato non fu mai accademico filarmonico di Bologna, e svolse la sua attività quasi esclusivamente in Toscana. Il 17 novembre 1787, quasi un anno dopo l'improvvisa morte del padre gli successe nella carica di organista e compositore presso la Basilica dei Santi Vincenzo e Caterina de' Ricci.

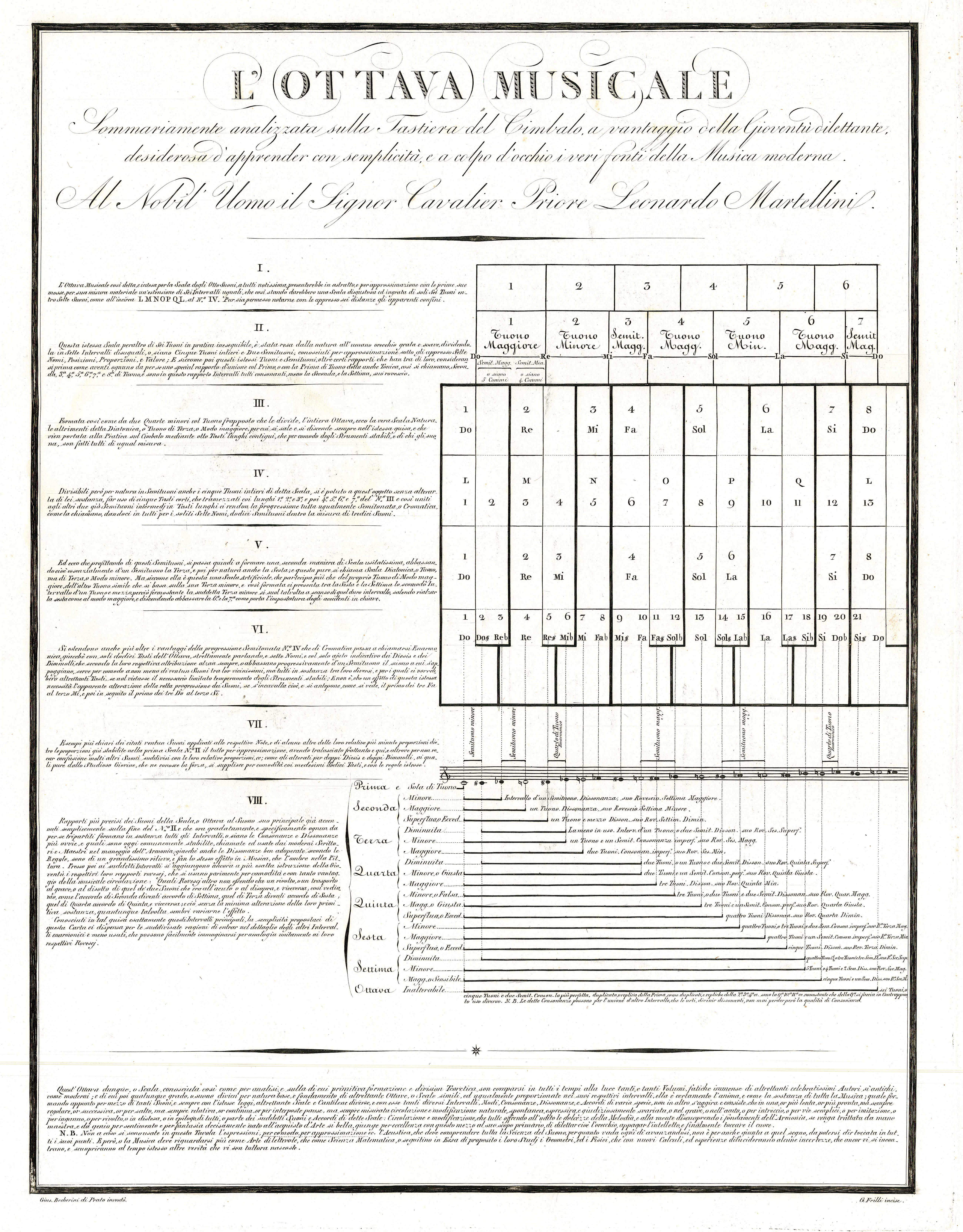
Giuseppe Becherini, L'ottava musicale, 1821

Col tempo, Becherini diventò un protagonista della vita musicale e culturale di Prato: la sua musica era assai apprezzata, non mancavano gli elogi dei colleghi e la sua fama andava consolidandosi sempre più. Oltre alla musica occupò altri posti di rilievo in città, e fu eletto provveditore della Confraternita della Misericordia (dal 1805), che riorganizzò completamente a livello economico. Nel 1812, assieme all'allora maestro di cappella del Duomo di Prato Prato Gaetano Bottari, fu invitato a concorrere per una cattedra di clavicembalo e canto nelle scuole comunali cittadine. La commissione, esaminate le referenze di entrambi, mise ai voti la nomina e Becherini si aggiudicò il posto. Tale scelta non fu gradita da Bottari che scatenò una feroce polemica che si risolse parecchi mesi dopo con la divisione delle due cattedre fra i due contendenti: a Becherini toccò quella di clavicembalo e a Bottari quella di canto. Nel 1813 fu ammesso al Collegio dei professori di musica di Firenze e nel 1821 all'Accademia di belle arti di Firenze nella classe di canto e declamazione. Nello stesso anno successe a Gaetano Bottari nel ruolo di Maestro di Cappella del Duomo di Prato. La sua nomina avvenne dopo mesi di polemiche fra il capitolo e l'allora Gonfaloniere della città, che solo l'intervento del Granduca riuscì a sedare, e con Motuproprio del 21 maggio 1821 nominò Giuseppe Becherini nuovo maestro di cappella. Durante il suo servizio, durato diciassette anni Becherini potenzio e rimpinguò l'archivio musicale della Cattedrale copiando, acquistando e soprattutto componendo nuove musiche per tutte le occorrenze dell'anno liturgico. Sotto la sua direzione le esecuzioni in Duomo migliorarono qualitativamente, grazie anche ad un rinnovamento dell'orchestra della cappella. Nel 1836, ormai segnato dall'età e con la vista gravemente compromessa Becherini iniziò a pensare a un successore. Ma fu solo due anni dopo, il 30 novembre 1838 che, ormai completamente cieco, fu finalmente dispensato dal servizio. Il suo posto fu rilevato da Camillo Bertini. Giuseppe Becherini morì il 3 settembre 1840, alle nove e trenta pomeridiane.

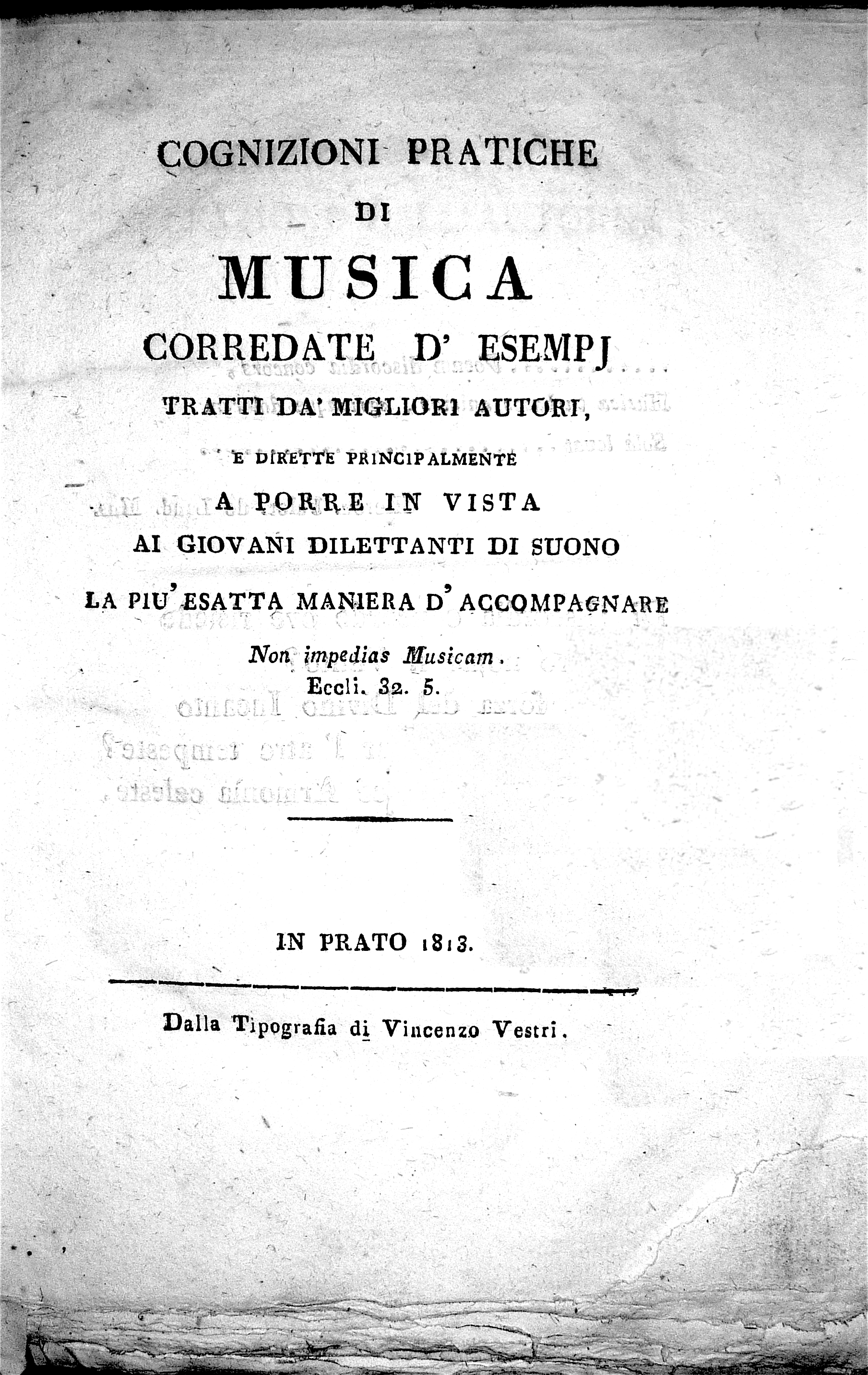
Frontespizio del trattato Cognizioni pratiche di musica, Prato, 1813

## Opere
Cultore della musica liturgica, di Becherini si ricordano oltre trecento composizioni fra messe, messe di requiem, mottetti, cantici, salmi ecc. Nella sua musica è possibile scorgere l'influenza di compositori come Jommelli, Stanislao Mattei, Mozart e, dal secondo decennio del secolo XIX, anche di Gioachino Rossini, assai amato da Becherini. Il suo lavoro più celebre fu la Messa di Requiem concertata a quattro voci (SATB) e orchestra. Fu composta nell'estate 1823 e fu eseguita la prima volta a Prato nella chiesa di Chiesa di San Francesco per l'anniversario di morte di Francesco Datini. L'anno dopo, nel giugno 1824 fu riproposta in Duomo per la morte del Granduca Ferdinando III di Toscana. La Messa di Requiem fu parte importante del repertorio pratese di tutto l'Ottocento. Il 31 agosto 1857 fu eseguita a Prato in occasione del funerale di Emilia Goggi-Marcovaldi, in una versione riadattata da Pietro Bogani, che per l'occasione ne ampliò l'organico. Fra i pochi lavori profani si ricorda una cantata a due voci composta nei primi anni dell'Ottocento, La melodia e l'armonia (oggi dispersa) e il terzetto per sole voci (TTB) Cada il tiranno su versi del Metastasio, di cui è sopravvissuta una trascrizione di Giuseppe Orlandi conservata nella biblioteca del Conservatorio di Firenze. Si ricordano anche tre lavori teorici di Becherini: le Cognizioni pratiche di musica (stampata a Prato da Vestri nel 1813, fu utilizzata come libro di testo da molte scuole toscane), l'Ottava musicale (1821), e il Transunto di regole, le più necessarie per il portamento della mano per i suonatori d'Organo e Cimbalo, quest'ultimo inedito.

## Fonti
Il maggior numero di sue opere è conservato a Prato, nel Fondo della Cappella Musicale dell'Archivio storico diocesano (conservato presso la Biblioteca Diocesana), dove sono presenti circa 200 sue composizioni, la maggior parte delle quali autografe. L'Archivio conserva inoltre copie di sua mano di lavori di altri autori (per esempio un paio di messe di Antonio Brunetti), da lui copiate durante la sua attività di maestro di cappella. Altri manoscritti di sue composizioni si trovano a Firenze (al Conservatorio e alla Biblioteca Nazionale), nella pratese Biblioteca Lazzerini, e nell'Archivio Capitolare di Pistoia. Altre opere di Giuseppe Becherini nell'archivio privato della famiglia Badiani di Prato, discendenti del compositore.